# 12608 Езоп
12608 Езоп (2091 P-L, 1978 WR13, 12608 Aesop) — астероїд головного поясу.
Тіссеранів параметр щодо Юпітера — 3,566.